# Caracas Open 1976
Il Caracas Open 1976 è stato un torneo di tennis giocato sulla terra rossa. È stata la 2ª edizione del torneo che fa parte del World Championship Tennis 1976. Si è giocato a Caracas in Venezuela dal 30 marzo al 5 aprile 1976.

## Campioni

### Singolare maschile
Raúl Ramírez ha battuto in finale  Ilie Năstase con il punteggio di 6–3 6–4

### Doppio maschile
Brian Gottfried /  Raúl Ramírez hanno battuto in finale  Jeff Borowiak /  Ilie Năstase con il punteggio di 7–5, 6–4